# Leopold Hafner (Bildhauer, 1930)
Leopold Hafner (* 22. Oktober 1930 in Wallern, Tschechoslowakei; † 4. November 2015 in Passau) war ein deutscher Bildhauer.

## Familie
Leopold Hafner stammte aus einer in Wallern ansässigen Schreiner-Familie, die ursprünglich aus dem Tirol kam. Sein Vater Franz und sein Bruder Adolf Hafner waren Kunstschreiner, sein Bruder Franz Innenarchitekt. Er war ein Enkel des Malers Franz Veits sowie Großneffe des Bildhauers Leopold Hafner (1859–1925), der als Professor an der Staatsgewerbeschule in Bozen lehrte.
Sein Sohn Leopold Wenzel Hafner (* 1972 in Passau), ist ebenfalls Bildhauer und arbeitete zeitweilig in seinem Atelier mit.

## Leben
Nach 1946 begann er eine Bildhauerlehre bei Ludwig Pinsker in Perlesreut und schloss 1951 mit der Gesellenprüfung an der staatlichen Fachschule für Holzschnitzerei in Zwiesel ab. Er ging nach München und studierte dort bei Josef Henselmann an der Akademie der Bildenden Künste München und diplomierte 1959. Leopold Hafner erledigte eine schwierige Porträtieraufgabe, so dass  Henselmann ihn in sein Privatatelier aufnahm und ihn am Hochaltaraufsatz des Passauer Doms mitarbeiten ließ. Seit 1959 war er als freischaffender Künstler tätig, sein Atelier befand sich im Schloss Vornbach im alten Sudraum. 1967 übernahm er ein Gastlehrertätigkeit an der Universität Stellenbosch in Südafrika. 1969 erwarb er den Alten Pfarrhof in Aicha vorm Wald und errichtete sich dort sein Atelier.
Leopold Hafner hat neben Kunstwerken auch zahlreiche Kirchenräume im deutschsprachigen Raum und im Ausland ausgestaltet und für sein Werk mehrere Auszeichnungen erhalten. Bei der bundesweiten Ausschreibung eines Wettbewerbs zur Neugestaltung einer Büste des Naturforschers Gregor Mendel für die Walhalla bei Regensburg gewann er den Preis und wurde mit der Gestaltung beauftragt.
Hafner entwarf und stiftete den Kunstpreis zur deutsch-tschechischen Verständigung 2003 des Adalbert Stifter Vereins.

## Werke

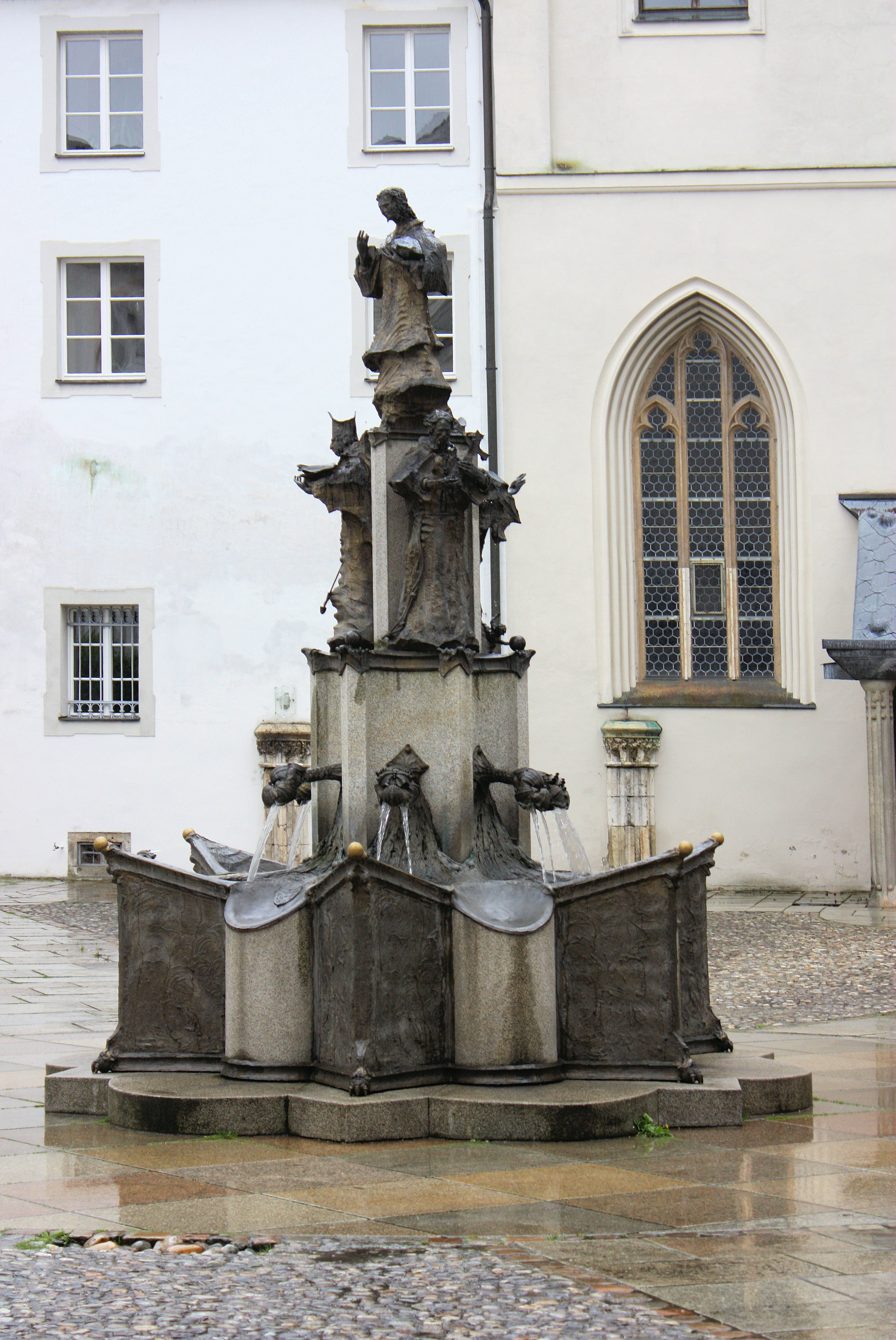
Patronatsbrunnen, Passauer Domhof

- 1954 Relief des Fischbrunnens am Marienplatz, München
- Epitaph Bischof Simon Konrad Landersdorfer, Dom in Passau
- Epitaph Bischof Antonius Hofmann, Dom in Passau
- Marmorbüste Gregor Mendel, Walhalla bei Regensburg
- Jubiläumsbrunnen der vier Altbayerischen Diözesen, Altötting
- 1991: Einwanderungsdenkmal in New Ulm, Minnesota, USA[5]
- Schöpferbrunnen in Passau-Kohlbruck
- Gestaltung der Katharinenkapelle im Kaiserdom, Speyer
- Antlitz Christi[6]
- Heiliger Nepomuk[7]
- Heiliger Andreas[8]
- Kruzifix – Dietrich-Bonhoeffer-Schule
- Der Gepeinigte – Schloss Wolfstein, Freyung
- 1971 Altartisch, Kreuz, Tabernakel, Taufstein, Ambo, Sedilien und Marienbildrahmen in der Pfarrkirche Christus, dem Auferstandenen in Hinterschmiding
- 1975 Altartisch und Ambo in der Pfarrkirche Heiligste Dreifaltigkeit in Grainet
- 1975 Ausstattung der Pfarrkirche St. Mauritius in Mettenhausen
- 1979 Bischof-Neumann-Kpelle am Dreisesselberg/Hochstein mit Bruder Franz Hafner
- 1980 Gestaltung des Passauer Domhofes mit Patronatsbrunnen
- 1986 Altartisch in der Kreuzkirche am Friedhof in Furth im Wald
- 1989 Pater Rupert-Mayer-Altar in der St. Peter und Paul-Kirche Marburg
- 2000 Bronzekreuz Benediktinerabtei St. Georgenberg, Stift Fiecht (Österreich)
- 2010 Wappen Bischof Wilhelm Schraml[9]
- 2011 Adalbert-Stifter-Denkmal am Böhmerwaldplatz, München-Bogenhausen[10]

## Auszeichnungen
- 1975 Kulturpreis der Stadt Passau
- 1976 Kulturpreis der Sudetendeutschen Landsmannschaft
- 1982 Berufung in die Sudetendeutsche Akademie der Wissenschaften und Künste
- 1999 Kulturpreis des Landkreises Passau
- 2002 Kulturpreis des Kulturkreises Freyung-Grafenau